# Trophée européen féminin de rugby à XV 1996
Navigation
Trophée européen féminin 1995 Trophée européen féminin 1997
Le Trophée européen féminin de rugby à XV 1996 se déroule du 10 avril au 14 avril 1996 à Madrid en Espagne pour la Poule A ainsi que pour la Poule B.

## Participants
À l'origine, la compétition devait se dérouler sous la forme de deux poules de trois équipes. Mais l'équipe de la Russie a décliné sa participation à la dernière minute. Par manque de temps, les organisateurs n'ont pas pu remplacer la Russie. La Poule B n'est donc constitué que de deux équipes (la France et l'Italie), ce qui revient à jouer une demi-finale.
La Poule A est constituée des trois équipes suivantes : l'Allemagne, l'Espagne et les Pays-Bas. 
Les matchs de classement (3e/4e place et 5e/6e place) était également au programme. Ils ont été remplacés par une phase de poule à trois équipes afin de classer les équipes de la 3e à la 5e place.

## Poule A
| Rang | Club      | J | V | N | D | Pm | Pe  | Diff | Pts |
| ---- | --------- | - | - | - | - | -- | --- | ---- | --- |
| 1    | Espagne   | 2 | 2 | 0 | 0 | 82 | 0   | +82  | 4   |
| 2    | Pays-Bas  | 2 | 1 | 0 | 1 | 29 | 11  | +18  | 2   |
| 3    | Allemagne | 2 | 0 | 0 | 2 | 11 | 111 | -100 | 0   |

| 10 avril 1996 | Espagne  | 53 - 0  | Allemagne | à Madrid |
| 11 avril 1996 | Pays-Bas | 29 - 11 | Allemagne | à Madrid |
| 12 avril 1996 | Espagne  | 29 - 0  | Pays-Bas  | à Madrid |

## Poule B
| 11 avril 1996 | France | 57 - 8 | Italie | à Madrid |

### Finale et classement

#### Poule pour la3eplace
| Rang | Club      | J | V | N | D | Pm | Pe | Diff | Pts |
| ---- | --------- | - | - | - | - | -- | -- | ---- | --- |
| 1    | Italie    | 2 | 2 | 0 | 0 | 50 | 6  | +44  | 4   |
| 2    | Pays-Bas  | 2 | 1 | 0 | 1 | 35 | 22 | +13  | 2   |
| 3    | Allemagne | 2 | 0 | 0 | 2 | 11 | 68 | -57  | 0   |

| 13 avril 1996 | Italie | 39 - 0 | Allemagne | à Madrid |
| 14 avril 1996 | Italie | 11 - 6 | Pays-Bas  | à Madrid |

#### Finale
| 14 avril 1996 | France | 15 - 10 | Espagne | à Madrid |